# Montfaucon (Doubs)
Montfaucon – miejscowość i gmina we Francji, w regionie Burgundia-Franche-Comté, w departamencie Doubs.
Według danych na rok 1990 gminę zamieszkiwały 1262 osoby, a gęstość zaludnienia wynosiła 174 osoby/km² (wśród 1786 gmin Franche-Comté Montfaucon plasuje się na 127. miejscu pod względem liczby ludności, natomiast pod względem powierzchni na miejscu 621.).